# Hein Vergeer
Henricus Coenradus Nicolaas (Hein) Vergeer (Haastrecht, 2 mei 1961) is een Nederlands oud-schaatser. Hij is twee keer wereldkampioen allround schaatsen geworden. De eerste keer was in Hamar (Noorwegen) in 1985 en de tweede keer in Inzell (Duitsland) in 1986. In dezelfde jaren is hij ook Europees kampioen geworden. Wedstrijden werden toen nog in de openlucht gereden.
In 1985 werd hij geëerd met de Oscar Mathisen-trofee en in 1986 werd hij verkozen tot Sportman van het jaar.
Na een zware blessure kon hij nooit meer dat niveau bereiken, waardoor hij zijn wens om een olympische medaille te halen niet heeft kunnen vervullen.
Vergeer woonde tijdens zijn actieve periode in Haastrecht, waar ook Leo Visser, een andere wereldkampioen schaatsen, heeft gewoond. Beide schaatsers hebben getraind bij de schaatsclub STV Lekstreek.
In de tijd van Vergeer waren er nog geen commerciële schaatsploegen. Met schaatsen kon men geen geld verdienen. Vergeer heeft datgene gedaan wat voor zijn tijd typisch was voor topsporters. Hij heeft zijn sportroem gebruikt voor zijn maatschappelijke carrière in marketing en communicatie. Vergeer heeft gewerkt als adviseur van verschillende ondernemingen en organiseerde evenementen.
Vergeer trad in 2006 opnieuw in de spotlights door deel te nemen aan het SBS6 kunstschaatsprogramma Sterren Dansen op het IJs. In de finale won Vergeer van Jody Bernal met 52% van de stemmen. In het najaar van 2006 trad hij op in de Fantasy-show van Holiday on Ice. In 2011 keerde Vergeer terug bij Sterren Dansen op het IJs als jurylid.

## Persoonlijke records
| Afstand      | Tijd     | Datum            | Baan       |
| ------------ | -------- | ---------------- | ---------- |
| 500 meter    | 37,79    | 14 februari 1987 | Heerenveen |
| 1000 meter   | 1.14,62  | 18 februari 1988 | Calgary    |
| 1500 meter   | 1.53,88  | 21 maart 1987    | Heerenveen |
| 3000 meter   | 4.01,21  | 19 maart 1987    | Heerenveen |
| 5000 meter   | 6.54,91  | 15 februari 1986 | Inzell     |
| 10.000 meter | 14.39,05 | 16 februari 1986 | Inzell     |

## Resultaten
| Jaar | NK Allround | NK Sprint | NK Afstanden  | EK Allround | Olympische Spelen            | WK Allround | WK Sprint | WK Junioren |
| ---- | ----------- | --------- | ------------- | ----------- | ---------------------------- | ----------- | --------- | ----------- |
| 1980 |             |           |               |             |                              |             |           | 12e         |
| 1983 |             | Zilver    |               |             |                              |             | 10e       |             |
| 1984 |             | Goud      |               |             | 13e 500m 10e 1000m 12e 1500m |             | 11e       |             |
| 1985 | Zilver      | Goud      |               | Goud        |                              | Goud        | 7e        |             |
| 1986 | Goud        | Zilver    |               | Goud        |                              | Goud        | 16e       |             |
| 1987 | Goud        |           | 1500m · 5000m | Brons       |                              | 10e         |           |             |
| 1988 |             | Brons     | 1000m · 1500m | 5e          | 24e 500m 15e 1000m 27e 1500m |             |           |             |

### Medaillespiegel
| Kampioenschap | Goud | Zilver | Brons |
| ------------- | ---- | ------ | ----- |
| NK Allround   | 2    | 1      | 0     |
| NK Sprint     | 2    | 2      | 1     |
| NK Afstanden  | 1    | 2      | 1     |
| EK Allround   | 2    | 0      | 1     |
| WK Allround   | 2    | 0      | 0     |

- Nederlandse Thesaurus van Auteursnamen: 073108448
- Virtual International Authority File: 284425510
- WorldCat: E39PBJpdQWcX4PJjxY4vkP8jYP

Onofficiële Europese kampioenschappen

1891: Onbeslist ·
1892: Onbeslist · 
1946: Göthe Hedlund 

Officiële Europese kampioenschappen

1893: Rudolf Ericson · 
1894: Onbeslist ·
1895: Alfred Næss · 
1896: Julius Seyler · 
1897: Julius Seyler · 
1898: Gustaf Estlander · 
1899: Peder Østlund · 
1900: Peder Østlund · 
1901: Rudolf Gundersen · 
1902: Johan Schwartz · 
1903: Onbeslist ·
1904: Rudolf Gundersen · 
1905: Johan Vikander · 
1906: Rudolf Gundersen · 
1907: Moje Öholm · 
1908: Moje Öholm · 
1909: Oscar Mathisen · 
1910: Nikolaj Stroennikov · 
1911: Nikolaj Stroennikov · 
1912: Oscar Mathisen · 
1913: Vasilij Ippolitov · 
1914: Oscar Mathisen · 
1922: Clas Thunberg · 
1923: Harald Strøm · 
1924: Roald Larsen · 
1925: Otto Polacsek · 
1926: Julius Skutnabb · 
1927: Bernt Evensen · 
1928: Clas Thunberg · 
1929: Ivar Ballangrud · 
1930: Ivar Ballangrud · 
1931: Clas Thunberg · 
1932: Clas Thunberg · 
1933: Ivar Ballangrud · 
1934: Michael Staksrud · 
1935: Karl Wazulek · 
1936: Ivar Ballangrud · 
1937: Michael Staksrud · 
1938: Charles Mathiesen · 
1939: Alfons Bērziņš · 
1947: Åke Seyffarth · 
1948: Reidar Liaklev · 
1949: Sverre Farstad · 
1950: Hjalmar Andersen · 
1951: Hjalmar Andersen · 
1952: Hjalmar Andersen · 
1953: Kees Broekman · 
1954: Boris Sjilkov · 
1955: Sigge Ericsson · 
1956: Jevgeni Grisjin · 
1957: Oleg Gontsjarenko · 
1958: Oleg Gontsjarenko · 
1959: Knut Johannesen · 
1960: Knut Johannesen · 
1961: Viktor Kositsjkin · 
1962: Robert Merkoelov · 
1963: Nils Egil Aaness · 
1964: Ants Antson · 
1965: Eduard Matoesevitsj · 
1966: Ard Schenk · 
1967: Kees Verkerk · 
1968: Fred Anton Maier · 
1969: Dag Fornæss · 
1970: Ard Schenk · 
1971: Dag Fornæss · 
1972: Ard Schenk · 
1973: Göran Claeson · 
1974: Göran Claeson · 
1975: Sten Stensen · 
1976: Kay Arne Stenshjemmet · 
1977: Jan Egil Storholt · 
1978: Sergej Martsjoek · 
1979: Jan Egil Storholt · 
1980: Kay Arne Stenshjemmet · 
1981: Amund Sjøbrend · 
1982: Tomas Gustafson · 
1983: Hilbert van der Duim · 
1984: Hilbert van der Duim · 
1985: Hein Vergeer · 
1986: Hein Vergeer · 
1987: Nikolaj Goeljajev · 
1988: Tomas Gustafson · 
1989: Leo Visser · 
1990: Bart Veldkamp · 
1991: Johann Olav Koss · 
1992: Falko Zandstra · 
1993: Falko Zandstra · 
1994: Rintje Ritsma · 
1995: Rintje Ritsma · 
1996: Rintje Ritsma · 
1997: Ids Postma · 
1998: Rintje Ritsma · 
1999: Rintje Ritsma · 
2000: Rintje Ritsma · 
2001: Dmitri Sjepel · 
2002: Jochem Uytdehaage · 
2003: Gianni Romme · 
2004: Mark Tuitert · 
2005: Jochem Uytdehaage · 
2006: Enrico Fabris · 
2007: Sven Kramer · 
2008: Sven Kramer · 
2009: Sven Kramer · 
2010: Sven Kramer · 
2011: Ivan Skobrev · 
2012: Sven Kramer · 
2013: Sven Kramer · 
2014: Jan Blokhuijsen · 
2015: Sven Kramer · 
2016: Sven Kramer · 
2017: Sven Kramer · 
2019: Sven Kramer · 
2021: Patrick Roest · 
2023: Patrick Roest · 
2025: Sander Eitrem